# 킬 록 스타스
킬 록 스타스(영어: Kill Rock Stars)는 1991년 슬림 문과 티누비엘 샘슨이 올림피아와 포틀랜드에 세운 인디펜던트 레이블이다. 다양한 장르의 작품을 발매하였지만 특히 언더그라운드 펑크 록과 올림피아 음악 신과 관련된 작품들을 발매한 것으로 널리 알려져 있다.

## 역사
슬림 문은 레이블을 설립한 것에 대해 "아무도 내 친구들의 음반을 발매하려 하지 않았고 나는 그저 내 친구들의 음반을 내주고 싶었다. 그리고 7인치 음반도요"라고 언급하였다. 킬 록 스타스의 첫 발매작인 KRS-101은 캐슬린 해나와 슬림 문의 7인치 스포큰 워드 스플릿 싱글이었으며, 그 이후에도 "워드코어"의 작품이 발매되었다. 첫 주요한 발매 음반으로는 올림피아에서 활동하는 비키니 킬, 너바나, 멜빈스 등의 음악가들의 음악이 수록된 컴필레이션 음반 《Kill Rock Stars》였으며, 그 이후 《Stars Kill Rock》과 《Rock Stars Kill》이 뒤이어 발매되었다.
킬 록 스타스는 특정 장르나 언더그라운드 음악의 운동을 반영한 적은 없었지만 90년대 중반의 다양한 라이엇 걸 밴드의 작품을 발표한 것으로 알려져 있으며, 그 중 특히 비키니 킬의 경우 많은 언론의 관심을 불러일으켰다. 이외에도 브랫모바일, 허기 베어, 헤븐스 투 벳시 및 익스큐즈 17의 음반 등이 발매됐다.
1995년에는 줄리아나 루킹의 첫 스포큰 워드 음반 《Big Broad》를 발매하였으며, 특히 엘리엇 스미스가 첫 번째 정규 음반 《Elliott Smith》를 발표하였다. 1997년에는 슬리터 키니의 세 번째 정규 음반이자 킬 록 스타스에서의 첫 번째 음반인 《Dig Me Out》으로 스핀과 롤링 스톤 등 음악계의 주목을 받았다.
1997년과 1998년 5RC 레이블이 킬 록 스타스의 자매 레이블로 세워졌다. 킬 록 스타스보다 일반적으로 더 거칠고 실험적인 록의 음반들을 발매했으며, 슈 슈, 디어후프, 니드 뉴 바디, 메이 쉬, 로봇 에이트 미, 메탈럭스 등의 음반이 발매됐다.
2006년 10월, 레이블의 소유주 슬림 문이 킬 록 스타스를 떠나 워너 뮤직 그룹의 자회사인 논서치 레코드의 A&R 대표로 일할 것이라 발표했다. 이후 문의 아내인 포샤 새빈이 킬 록 스타스의 소유권을 인수했다. 이후 1994년과 1997년 사이 엘리엇 스미스가 녹음한 노래를 모은 《New Moon》을 포함해 11개의 음반을 발매했으며, 2013년부터는 코미디언의 음반을 발매했다.
2019년 9월, 킬 록 스타스는 슬림 문이 13년 만에 레이블 관리에 다시 참여하며, 포틀랜드의 밴드 MAITA와 계약했다고 발표하였다. 2022년 2월, 인디 음악 회사인 엑설레이션 뮤직이 킬 록 스타스의 카탈로그를 인수하고 설립자인 슬림 문과 파트너십을 맺었다고 발표했다. 이번 계약으로 슬림 문은 계속해서 A&R을 담당하게 되었다.